# Tess i el seu guardaespatlles
Tess i el seu guardaespatlles (títol original: Guarding Tess) és una pel·lícula estatunidenca dirigida per Hugh Wilson, estrenada l'any 1994. Ha estat doblada al català.

## Argument
Doug, un agent dels serveis secrets americans, ha acabat la seva missió al servei de Tess Carlisle, la dona de l'expresident dels Estats Units d'Amèrica. Però en lloc de rebre una nova feina, ha de tornar a començar la mateixa: la vella dama ha exigit que hi sigui assignat definitivament a la seva protecció, operació delicada perquè els seus incessants capricis són penosos. Doug no té altra tria que obeir.

## Repartiment
- Nicolas Cage: Doug Chesnic
- Shirley MacLaine: Tess Carlisle
- Austin Pendleton: Earl Fowler
- Edward Albert: Barry Carlisle
- James Rebhorn: Howard Schaeffer
- Richard Griffiths: Frederick
- John Roselius: Tom Bahlor
- David Graf: Lee Danielson
- Donatiu Yesso: Ralph Buoncristiani
- James Lally: Joe Spector
- Brant von Hoffman: Bob Hutcherson
- Harry Lennix: Kenny Young
- Susan Blommaert: Kimberly Cannon
- Dale Dye: Charles Ivy
- James Handy: Neal Carlo

## Rebuda
- Nominacions 1995: Globus d'Or a la millor actriu musical o còmica per Shirley MacLaine
- Crítica: "Entranyable, divertida i amb bons sentiments sense caure en la tendresa barata"[3]